# Aphelinus campestris
Aphelinus campestris är en stekelart som beskrevs av Yasnosh 1963. Aphelinus campestris ingår i släktet Aphelinus och familjen växtlussteklar. Inga underarter finns listade i Catalogue of Life.